# The Grand Tour
«The Grand Tour» (від англ. Велика подорож) — автомобільне телешоу, створене колишніми ведучими Top Gear — Джеремі Кларксоном, Річардом Гаммондом та Джеймсом Меєм. Прем'єра шоу відбулася 18 листопада 2016 року для Великої Британії, Сполучених Штатів Америки, Німеччини, Австрії та Японії. Світова прем'єра, яка охопила 200 країн відбулася 16 грудня 2016 року.

## Історія створення
Після звільнення Джеремі Кларксона з Top Gear навесні 2015 року, одразу виникли чутки, що Кларксон та його колеги по Top Gear — Річард Гаммонд та Джеймс Мей, а також колишній виконавчий продюсер Top Gear — Енді Вілмен працюють над створенням нового автомобільного шоу.
Оскільки за умовами контракту з BBC їм було заборонено створювати будь-які шоу схожої тематики до 2017 року, фанати почали думати, що майбутнє шоу буде виходити на якому-небудь сервісі потокового відео. Вибір зупинився на Netflix і навіть було поширено назву нового шоу — Gear Knobs (за іншими чутками назва шоу мала бути — House of Cars), пізніше Джеремі Кларксон у своєму Твіттері спростував ці чутки.
30 липня 2015 року — було офіційно оголошено, що Кларксон, Гаммонд і Мей уклали угоду із сервісом Amazon Prime на 3 роки, за умовами контракту передбачається створення 3 сезонів шоу по 12 випусків в кожному, загалом на 36 випусків Amazon Prime виділив 260 млн дол. США, однак назву нового шоу так і не було оприлюднено.
Протягом 2015 року і початку 2016 року регулярно з'являлися новини про активні зйомки в різних країнах.
8 квітня 2016 року з'явився короткий трейлер, де Кларксон, Гаммонд та Мей намагалися вигадати назву для свого нового шоу, ролик закінчився хештегом #TheStillVeryMuchUntitledClarksonHammondMayAmazonPrimeShowComingAutumn2016.
11 травня 2016 року стала відома назва нового шоу — The Grand Tour.
28 червня 2016 року був оприлюднений офіційний логотип The Grand Tour, про це у своєму фейсбуці повідомив Річард Гаммонд, однак він зауважив, що стався витік інформації, адже логотип мав бути опублікований дещо пізніше.
17 липня 2016 року у місті Йоганнесбург відбулися перші студійні зйомки The Grand Tour.
16 вересня Amazon Prime опублікував тизер першого сезону The Grand Tour і назвав дату офіційної прем'єри першого сезону — 18 листопада 2016 року
7 жовтня 2016 року був опублікований офіційний трейлер The Grand Tour, днем раніше з'явилася інформація, що перша сцена першого випуску нового шоу, стане найдорожчою за історію телебачення, на її зйомки було витрачено 2,5 млн фунтів.
1 листопада 2017 року був опублікований трейлер другого сезону The Grand Tour, окрім того, компанія Amazon оголосила, що показ другого сезону стартує з 8 грудня 2017 року.
З 8 грудня 2017 року розпочався показ другого сезону The Grand Tour.
28 листопада 2018 року на YouTube-каналі шоу The Grand Tour був опублікований трейлер третього сезону шоу, а також анонсована дата прем'єри — 18 січня 2019 року.
13 грудня 2018 року компанія Amazon оголосила, що шоу The Grand Tour було продовжене на четвертий сезон, проте з четвертого сезону буде змінено формат. Так в Amazon повідомили, що в The Grand Tour відмовлять від поточного формату зі студією та глядачами, рубрики «Вулиця розмов», заїздів на час по Еболадрому та ін. на користь дорожніх поїздок і пригод.
17 січня 2019 року був опублікований відеоролик, де Річард Гаммонд та Джеймс Мей намагаються вигадати хештег для нового сезону The Grand Tour. Для 3-го сезону був вигаданий хештег #amazonshitcarshow, який читається як Amazon's Hit Car Show (Хітове автомобільне шоу на Amazon), але через особливості хештегів, які не підтримують знак апострофа, цей хештег читається як Amazon Shit Car Show (Лайнове автомобільне шоу на Amazon).
18 січня 2019 року на сервісі Amazon Prime відбулася прем'єра третього сезону The Grand Tour.
У липні 2019 року виконавчий продюсер Енді Вілмен оголосив, що він і знімальна група продовжили свої контракти з Amazon ще на два роки, тому можна очікувати, що шоу буде продовжено принаймні на 5 сезон.
22 листопада 2019 року був опублікований трейлер першого спеціального випуску 4 сезону, в якому ведучі відправляться в епічну подорож річкою, прем'єра цього епізоду відбудеться 13 грудня 2019 року на стримінговому сервісі Amazon Prime.

## Трек

«Еболадром».

У шоу є свій тестовий трек, який називається «Еболадром», він базується на авіабазі Королівських ВПС, що у графстві Вілтшир. Його назву придумав Джеремі Кларксон, через форму, яка схожа на структуру вірусу Ебола.
Трек поділяється на такі секції, як: «Не пряма», «Будинок старої леді», «Тут може Ваша бути ваша реклама», «Вибоїста пряма», «Поле овець» та «Підстанція». За словами Джеремі Кларксона біля ділянки «Будинок старої леді» виник зигзаг, якого не було в плані, однак його довелося зробити, щоб обігнути нездетонований снаряд часів Другої світової війни.
Заїзди на час проводить професійний гонщик Майк Скіннер, якому дали прізвисько «Американець».
Першим автомобілем, який протестував Скіннер був 2016 BMW M2, який показав час 1:26.2.
В другому сезоні через критику з боку глядачів, було вирішено відмовитися від «Американця», роль якого виконував Майк Скіннер, на зміну йому в другому сезоні прийшла професійна гонщиця Еббі Ітон.
| №  | Час кола                        | Умови | Час    |
| -- | ------------------------------- | ----- | ------ |
| 1  | McLaren Senna                   | сухо  | 1:12.9 |
| 2  | NIO EP9                         | сухо  | 1:15.0 |
| 3  | Aston Martin Vulcan             | сухо  | 1:15.5 |
| 4  | Lamborghini Huracán Performante | сухо  | 1:16.8 |
| 5  | Ford GT                         | сухо  | 1:17.6 |
| 6  | McLaren 650S                    | сухо  | 1:17.9 |
| 7  | McLaren 720S                    | сухо  | 1:17.9 |
| 8  | Mercedes-AMG GT R               | сухо  | 1:18.7 |
| 9  | Audi R8 V10 Plus                | сухо  | 1:19.2 |
| 10 | Jaguar XE Project 8             | сухо  | 1:19.3 |
| 11 | Aston Martin V8 Vantage         | сухо  | 1:20.4 |
| 12 | BMW M5                          | сухо  | 1:20.4 |
| 13 | Porsche 911 GT3 RS              | сухо  | 1:20.4 |
| 14 | Nissan GT-R                     | сухо  | 1:21.2 |
| 15 | Porsche 911 C2S                 | сухо  | 1:21.4 |
| 16 | Alpina B5                       | сухо  | 1:21.6 |
| 17 | MAT Stratos                     | сухо  | 1:21.6 |
| 18 | BMW M4 GTS                      | сухо  | 1:22.4 |
| 19 | Porsche 718 Boxster S           | сухо  | 1:23.4 |
| 20 | Alpine A110                     | сухо  | 1:23.7 |
| 21 | BMW M5                          | сухо  | 1:24.2 |
| 22 | BMW M3                          | сухо  | 1:24.3 |
| 23 | Honda NSX                       | мокро | 1:26.0 |
| 24 | BMW M2                          | сухо  | 1:26.2 |
| 25 | Delta Futurista                 | сухо  | 1:26.8 |
| 26 | Alfa Romeo Giulia Quadrifoglio  | мокро | 1:27.1 |
| 27 | Honda Civic Type R              | сухо  | 1:28.2 |
| 28 | Ford Focus RS                   | сухо  | 1:28.4 |
| 29 | Lexus GS-F                      | вогко | 1:29.6 |
| 30 | Ford Mustang GT                 | сухо  | 1:29.6 |
| 31 | Tesla Model X                   | сухо  | 1:29.6 |
| 32 | Ford Sierra Cosworth RS500      | сухо  | 1:31.3 |
| 33 | Lamborghini Countach            | мокро | 1:31.8 |
| 34 | Ford Fiesta ST200               | сухо  | 1:32.8 |
| 35 | Bugatti EB 110 Super Sport      | мокро | 1:32.8 |
| 36 | Fiat 124 Spider Abarth          | мокро | 1:33.7 |
| 37 | Jaguar XJ220                    | мокро | 1:35.1 |
| 38 | Ferrari Testarossa              | мокро | 1:37.4 |
| 39 | Volkswagen Up! GTi              | мокро | 1:39.7 |

## Інцидент у Швейцарії
Під час зйомок другого сезону шоу у Швейцарії, в суботу 10 червня, недалеко від міста Санкт-Галлен, під час гонки Hemburg Hill Climb електросуперкар Rimac Concept One потужністю понад 1000 к. с., за кермом якого перебував Річард Гаммонд, вилетів з траси й загорівся. На щастя, Річард зміг самостійно вибратися з автомобіля до пожежі, що врятувало йому життя. Відразу ж після аварії він був доставлений в найближчу клініку, де йому був діагностований перелом ноги. Автомобіль вартістю в один мільйон доларів згорів повністю і відновленню не підлягає. Через добу після аварії, Гаммонд виклав в мережу відео, в якому розповів всім, що «знову вляпався», але з ним все добре.

Колеги Гаммонда не на жарт перелякалися, побачивши аварію. Ось як описав подію Джеремі Кларксон у своїй замітці:
Я стояв там і чекав новин, коли усвідомив, що палаючий автомобіль не був жовтим, як Aventador. Він був білий. Rimac Гаммонда був білий. І я відчув це в ту секунду; все похололо. Мої коліна затремтіли. Той, хто розбився — Гаммонд.
До того моменту я приєднався до Джеймса, який з'явився тут хвилинами раніше на своїй Honda NSX. Він був розбурханий, він нервово розмахував руками, а його очі були широко розкриті. «Гаммонд там всередині» — кричав він.
Потім прийшла новина від найближчого маршала, що його немає всередині. Що він вибрався з машини перед загорянням. І «його тіло», — так він сказав, було перед місцем аварії біля підніжжя пагорба.
Я міг побачити місце аварії. Я міг побачити бригаду медиків перед нею. І я не міг побачити Гаммонда. Я не хотів його бачити. Тільки не після такої страшної аварії.
Я припускаю, що він рухався зі швидкістю 120 миль на годину, коли вилетів з дороги, і рухався ще швидше, коли вилетів на дорогу нижче по схилу. Він не повинен був виглядати добре, це точно.
Наш охоронець зроблений з більш «жорсткого тіста», тому він без сумнівів побіг вниз по схилу немов гірський козел. Я спостерігав, як він прибув на місце події. Я пильно за ним спостерігав. Я побачив, як він підняв свою рацію, а потім ми почули його голос: «Все гаразд, хлопці. Він тільки що мені підморгнув».
Сюжет про зйомки у Швейцарії був показаний у 1-й серії 2-го сезону шоу. У ньому ведучі «поскаржилися», що Гаммонд розбився після фінішу, в тій частині траси, де не були встановлені їх камери, та їм довелося взяти відео аварії з YouTube, що «злегка непрофесійно».

## Список серій
| Сезон | Сезон | Серії | Період показу на ТБ | Період показу на ТБ |
| Сезон | Сезон | Серії | Прем'єра сезону     | Фінал сезону        |
| ----- | ----- | ----- | ------------------- | ------------------- |
|       | 1     | 13    | 18.11.2016          | 03.02.2017          |
|       | 2     | 11    | 08.12.2017          | 16.02.2018          |
|       | 3     | 14    | 18.01.2019          | 12.04.2019          |
|       | 4     | 4     | 13.12.2019          | 12.12.2021          |
|       | 5     | TBA   | 16.09.2022          | TBA                 |

### 1-1 сезон (2016—2017)
За винятком спеціального випуску з двох частин для першого сезону, кожен епізод містив студійні сегменти, зняті в саморобному наметі, розміщеному в різних місцях за кордоном. При цьому два рази за сезон, локації для фільмування з пересувним наметом були використані повторно для двох послідовних епізодів. Попри те, що в серіалі брали участь знаменитості, більшість з них з'являлися в незначній ролі, тоді як інші згадувалися або залучали двійників — ці появи в основному були для жартівливих постанов, у яких вони збиралися зустрітися з ведучими у своєму наметі для інтерв'ю, щоб «померти» у дивній аварії.
| №  | Назва                                                         | Автомобілі                                                                     | Опис серії | Гість в студії                                                 | Оригінальний показ | Дата і місце зйомки                                              |
| -- | ------------------------------------------------------------- | ------------------------------------------------------------------------------ | --- | -------------------------------------------------------------- | ------------------ | ---------------------------------------------------------------- |
| 1  | «Свята трійка (The Holy Trinity)»                             | Porsche 918, McLaren P1, Ferrari LaFerrari, BMW M2                             | Джеремі, Річард і Джеймс проведуть тест століття, який їм не вдалося провести за часів Top Gear. Для цього вони відправляться в Португалію на трек Алгарве на трьох гібридних суперкарах: McLaren P1 (Джеремі), Porsche 918 (Річард) та Ferrari LaFerrari (Джеймс). Кларксон будучи таким впевненим в перемозі McLaren посперечався з Річардом і Джеймсом, тому в разі програшу вони зрівняють його будинок із землею. | Жером Д'Амброзіо, Армі Гаммер, Джеремі Реннер, Керол Вордермен | 18 листопада 2016  | Лос-Анджелес, США (25 вересня 2016)                              |
| 2  | «Операція: Сутичка в пустелі (Operation Desert Stumble)»      | Aston Martin Vulcan, Renault Duster, Audi S8, Mercedes-Benz Actros             | Джеремі, Річард та Джеймс спробують себе у ролі професійних військових. Для цього вони висадяться у військовому містечку в Йорданії та спробують вибратися з нього живими. | Шарліз Терон, Йоган Аккерман                                   | 25 листопада 2016  | Йоганнесбург, ПАР (17 липня 2016)                                |
| 3  | «Опера, мистецтво і пончики (Opera, Arts and Donuts)»         | Aston Martin DB11, Rolls-Royce Dawn, Dodge Challenger SRT Hellcat              | Джеремі, Річард і Джеймс проїдуться на трьох автомобілях по Італії, щоб показати нам що таке "велика подорож". Джеремі продемонструє своє чергове творіння, а Річард і Джеймс знесуть його будинок. | Саймон Пегг                                                    | 2 грудня 2016      | Вітбі, Північний Йоркшир, Сполучене Королівство (13 жовтня 2016) |
| 4  | «Еко-божевілля (Enviro-mental)»                               | Porsche 911 GT3 RS, BMW M4 GTS                                                 | Хлопці побудують три екологічних автомобілі на базі Land Rover Defender і спробують довести, що вони кращі, ніж автомобілі, які зроблені з традиційних матеріалів. | Джиммі Карр                                                    | 9 грудня 2016      | Вітбі, Північний Йоркшир, Сполучене Королівство (14 жовтня 2016) |
| 5  | «Марокканський рол (Moroccan Roll)»                           | Mazda MX-5, Alfa Romeo 4C Spider, Zenos E10S                                   | Хлопці поїхали в Марокко, щоб протестувати три спортивних автомобілі, а Річард самотужки влаштує революцію в світі настільних ігор, щоб довести сучасній молоді, що вони не такі вже і нудні. | Golden Earring                                                 | 16 грудня 2016     | Роттердам, Нідерланди, (22 жовтня 2016)                          |
| 6  | «Щасливого фінського Різвда (Happy Finnish Christmas)»        | Ford Mustang, Ford GT, Ford Focus, Ferrari P3                                  | Річард влаштовує теплу зустріч першому Ford Mustang з правим кермом, Джеремі доводить, що Ford Focus — це кращий вибір за тією ж ціною, а Джеймс проводить екскурс в історію, розповідаючи про намагання компанії Ford придбати Ferrari та виграти знамениту гонку 24 години Ле-Мана. | Кімі Ряйкконен, Боб Гельдоф                                    | 23 грудня 2016     | Сааріселька, Лапландія, Фінляндія (3 листопада 2016)             |
| 7  | «Пляжні (Баггі) Хлопці (The Beach (Buggy) Boys) ч.1»          | 3 модифіковані Volkswagen Beetle                                               | Спеціальний випуск з двох частин в якому Джеремі, Річард та Джеймс проїдуть 1600 км по Намібії, щоб дістатися пляжу, який знаходиться на річці Кунене біля кордону з Анголою | —                                                              | 30 грудня 2016     | —                                                                |
| 8  | «Пляжні (Баггі) Хлопці (The Beach (Buggy) Boys) ч.2»          | 3 модифіковані Volkswagen Beetle                                               | Спеціальний випуск з двох частин в якому Джеремі, Річард та Джеймс проїдуть 1600 км по Намібії, щоб дістатися пляжу, який знаходиться на річці Кунене біля кордону з Анголою | —                                                              | 31 грудня 2016     | —                                                                |
| 9  | «З дурнями в майбутнє (Berks to the Future)»                  | Honda NSX, MGB Roadster, Land Rover Discovery, Mercedes-Benz SL, G-Wiz         | Джеймс протестує нову Honda NSX, Джеремі побудує автомобіль під назвою "The Excellent", а Річард готується до апокаліпсису. | Nena                                                           | 6 січня 2017       | Штутгарт, Німеччина, (14 листопада 2016)                         |
| 10 | «Тупий бій на кораловому рифі (Dumb Fight at the O.K. Coral)» | Alfa Romeo Giulia Quadrifoglio                                                 | Хлопці відправляються в Барбадос, щоб врятувати коралові рифи. | Брайан Джонсон                                                 | 13 січня 2017      | Нашвілл, США (21 листопада 2016)                                 |
| 11 | «Італійський урок (Italian Lessons)»                          | Fiat 124 Spider Abarth, Maserati Biturbo, Maserati 430, Maserati Zagato Spider | Джеремі, Річард та Джеймс спробують довести, що можна придбати за £ 8.000 Maserati, яка буде кращою, ніж 5-ти річний Ford Focus. | Кріс Гой                                                       | 20 січня 2017      | Лох-Несс, Шотландія (2 грудня 2016)                              |
| 12 | «Від [цензура] до [цензура] ([censored] to [censored])»       | Lexus GS F, Range Rover Autobiography, Jaguar F-Pace, Bentley Bentayga         | Хлопці вирушають в подорож на трьох SUV, по "Романтичній дорозі". | Тім Бертон                                                     | 27 січня 2017      | Лох-Несс, Шотландія (3 грудня 2016)                              |
| 13 | «Минуле проти майбутнього (Past v Future)»                    | Volkswagen Golf GTI, BMW i3, Porsche 918, Bugatti Veyron, Nissan Patrol        | Джеремі і Джеймс влаштують дорожній тест своїм власним автомобілям, а Річард спробує навчитися дрифтувати. | Данієль Ріккардо                                               | 3 лютого 2017      | Дубай, ОАЕ (10 грудня 2016)                                      |

### 2-й сезон
Після першої серії студійні сегменти програми постійно знімалися в Ко́тсволдзі. Крім того, знаменитості були більш повно залучені до програми, ніж у незначній появі, яку вони мали в попередніх серіалах, беручи участь у спеціальному сегменті, який використовується в цьому, лише передбачаючи кола між двома гостями в кожному епізоді, за винятком останнього епізоду, який був особливим.
| №  | Назва                                                       | Автомобілі                                                                                                | Опис серії | Гість в студії                 | Оригінальний показ |
| -- | ----------------------------------------------------------- | --- | --- | ------------------------------ | ------------------ |
| 1  | «Минуле, теперішнє чи майбутнє (Past, Present or Future)»   | Rimac Concept One, Lamborghini Aventador S, Honda NSX                                                     | Джеремі, Річард і Джеймс спробують з'ясувати, що краще: минуле, теперішнє чи майбутнє? Для цього хлопці відправляються в Швейцарію, де проведуть кілька днів в жахливому готелі, який обрав Річард.                                                                 | Девід Хассельхофф, Рікі Вілсон | 8 грудня 2017      |
| 2  | «Падаючі хлопці (The Falls Guys)»                           | Ford GT, Mercedes AMG GT R                                                                                | Хлопці влаштують гонку між громадським транспортом і автомобілем. Джеремі буде за кермом Ford GT, а Джеймс із травмованим Річардом скористуються громадським транспортом і спробують дістатися першими від Центрального парку в Нью-Йорці до Ніагарського водоспаду | Кевін Пітерсен, Браян Вілсон   | 15 грудня 2017     |
| 3  | «Різдвяний Bugatti (Bah Humbug-atti)»                       | Bugatti Chiron, Kia Stinger GT                                                                            | Річард і Джеймс спробують з'ясувати чи можна зробити офісну перерву не такою нудною? А Джеремі спробує на Bugatti Chiron за один день подолати маршрут від півдня Франції до Турина, де на нього чекає вечеря з графинею.                                           | Г'ю Боневіль, Кейсі Андерсон   | 22 грудня 2017     |
| 4  | «Без сценарію (Unscripted)»                                 | McLaren 720S, Audi TT RS, Ariel Nomad, Lada Riva                                                          | Джеремі, Річард і Джеймс покажуть, як виглядає телебачення, коли немає заздалегідь написаного сценарію. Саме тому хлопці вирушили в Хорватію на трьох абсолютно різних автомобілях, без чіткого завдання, заздалегідь прописаних діалогів та локацій для зйомок.    | Майкл Балл, Альфі Бое          | 29 грудня 2017     |
| 5  | «Вгору, вниз і навколо ферми (Up, Down and Round the Farm)» | Volkswagen Up! GTi, Subaru Impreza WRX STI                                                                | Річард грається з іграшками, яким віддають перевагу багатії в ОАЕ, Джеймс тестує Volkswagen Up! GTi на Еболадромі, а Джеремі спробує довести, що круті трюки з роликів в Інтернеті може повторити кожен.                                                            | Білл Бейлі, Домінік Купер      | 5 січня 2017       |
| 6  | «Ягууууууууари (Jaaaaaaaags)»                               | Jaguar XJR, Jaguar 420G, Jaguar XK8 Convertible                                                           | Джеремі, Річард і Джеймс спробують довести продюсеру, що старий Jaguar не такий вже і поганий вибір. | Люк Еванс, Кіфер Сазерленд     | 12 січня 2018      |
| 7  | «Це бензин, бензин, бензин (It's a Gas, Gas, Gas)»          | Lamborghini Huracan Performante, Audi Quattro, Lancia Rally 037                                           | Річард та Джеймс спробують знайти спосіб заправляти автомобілі по-новому, а Джеремі розповідає про історія протистояння Audi та Lancia на Чемпіонаті Світу з ралі 1983 року.                                                                                        | Ентоні Джошуа, Білл Голдберг   | 19 січня 2018      |
| 8  | «Вибухи з минулого (Blasts from the Past)»                  | Ford GT, Aston Martin DB4 GT, Jaguar XKSS, Honda Civic Type R                                             | Джеймс спробує довести Джеремі та Річарду, що сучасні автомобілі кращі у всьому, ніж старі автомобілі. | Стюарт Коупленд, Нік Мейсон    | 26 січня 2018      |
| 9  | «Пуститися берега (Breaking, Badly)»                        | Jaguar XJ220, Bugatti EB 110 Super Sport                                                                  | Джеремі, Річард та Джеймс побудують власну амфібії та вирушать встановлювати британський рекорд швидкості на воді. | Динамо, Пенн і Теллер          | 2 лютого 2018      |
| 10 | «О, Канада (Oh, Canada)»                                    | Alfa Romeo Stelvio Quadrifoglio, Range Rover Velar, Porsche Macan Turbo, Tesla Model X, Ford F-150 Raptor | Хлопці вирушають до Канади, щоб знайти кращий кросовер, а також Джеремі протестує творіння Ілона Маска. | Періс Гілтон, Рорі Макілрой    | 9 лютого 2018      |
| 11 | «Нагодувати світ (Feed the World)»                          | Nissan Hardbody, Mercedes 200T, TVS Star HLX E5                                                           | Джеремі, Річард та Джеймс вирушають до Мозамбіку з благородною місією — нагодувати світ. | —                              | 16 лютого 2018     |

### 3-й сезон
В третьому сезоні творці передачі відмовились від рубрики із зірками, щоб приділити більше уваги записаним сюжетам.
| №  | Назва                                                                             | Автомобілі                                                                                       | Опис серії | Оригінальний показ |
| -- | --------------------------------------------------------------------------------- | ------------------------------------------------------------------------------------------------ | --- | ------------------ |
| 1  | «Музика міста Моторів (Motown Funk)»                                              | Ford Mustang RTR Spec 3, Chevrolet Camaro Exorcist, Dodge Challenger SRT Demon, McLaren Senna    | Джеремі, Річард та Джеймс відправляються в Детройт, на батьківщину двигунів V8.                                                                        | 18 січня 2019      |
| 2  | «Спеціальний випуск: Колумбія. Частина 1 (Colombia Special Part 1)»               | Chevrolet Silverado, Fiat Panda 4x4, Jeep Wrangler                                               | Ведучі відправляються в Колумбію, щоб зробити фото диких тварин: ягуара, гіпопотама, кондора та очкового ведмедя.                                      | 25 січня 2019      |
| 3  | «Спеціальний випуск: Колумбія. Частина 2 (Colombia Special Part 2)»               | Chevrolet Silverado, Fiat Panda 4x4, Jeep Wrangler                                               | Кларксон, Мей і Гаммонд продовжують свою подорож Колумбією на південь країни.                                                                          | 26 січня 2019      |
| 4  | «Підняти й придушити (Pick Up Put Downs)»                                         | Mercedes X-Class, Ford Ranger, Volkswagen Amarok, Jaguar XE SV Project 8                         | Ведучі відправляються в Уельс, щоб з'ясувати, наскільки добрі європейські пікапи як їх японські побратими.                                             | 1 лютого 2019      |
| 5  | «Сверблячий Урус (An Itchy Urus)»                                                 | Alpine A110, Lamborghini Urus                                                                    | Джеремі Кларксон відправляється в Ар'єплуг, щоб протестувати новий позашляховик Lamborghini Urus.                                                      | 8 лютого 2019      |
| 6  | «Китайська їжа для роздумів (Chinese food for thought)»                           | Mercedes S600, BMW 750iL, Cadillac STS, Hongqi L5, NIO EP9                                       | Річард, Джеймс і Джеремі відправляються в китайський мегаполіс Чунцін, де роздають корисні поради бізнесменам всього Китаю.                            | 15 лютого 2019     |
| 7  | «Витриманий Скотч (Well Aged Scotch)»                                             | Alfa Romeo GTV6, Fiat X1/9, Lancia Gamma Coupe, BMW M5, Alpina B5                                | В цьому випуску ведучі планують доказати, що ще не всі класичні автомобілі стали шалено дорогими.                                                      | 22 лютого 2019     |
| 8  | «Міжнародна відпустка блазнів (International Buffoons’ Vacation)»                 | Chevrolet Corvette ZR-1, Cadillac CTS-V, Jeep Grand Cherokee Trackhawk                           | Кларксон, Мей і Гаммонд вимушені відправитись у відпустку по південному заході Сполучених Штатів в орендованому «будинку на колесах»                   | 1 березня 2019     |
| 9  | «Астон, астронавти та діти Анджеліни (Aston, Astronauts and Angelina's Children)» | Aston Martin Vantage, Citroën C3 Aircross                                                        | Річард Гаммонд відправляється на Еболадром, щоб протестувати новий Aston Martin V8 Vantage. А Джеймс Мей порине в історію автомобілів для астронавтів. | 8 березня 2019     |
| 10 | «Вибір молоді (The Youth Vote)»                                                   | Volkswagen Polo GTI, Ford Fiesta ST, Toyota Yaris GRMN, Lamborghini Countach, Ferrari Testarossa | Джеремі, Річард та Джеймс перевіряють чий горячий хетчбек краще на спеціальній трасі по ралі-кросу.                                                    | 15 березня 2019    |
| 11 | «Від солоного моря до несолоного (Sea to Unsalty Sea)»                            | Bentley Continental GT, Aston Martin DBS Superleggera, BMW M850i                                 | Трійка сідає за руль автомобілів класу Gran Turismo, щоб здійснити подорож від Чорного Моря в Грузії до Каспію в Азербайджані.                         | 22 березня 2019    |
| 12 | «Легенди і ручна поклажа (Legends and Luggage)»                                   | Lancia Stratos II, Lancia Delta Futurista, Porsche 917                                           | Джеремі тестує дві модернізовані версії класичних Lancia. Річард разом із Кларксоном шукають спосіб проходження реєстрації в аеропорту.                | 29 березня 2019    |
| 13 | «Виживання товстунів (Survival of the Fattest)»                                   | —                                                                                                | Ведучі мають зібрати власні автомобілі щоб вибратися із пустелі Монголії.                                                                              | 5 квітня 2019      |
| 14 | «Похорон Форда (Funeral for a Ford)»                                              | Ford Cortina, Ford Sierra RS Cosworth, Ford Mondeo                                               | Троє ведучих влаштовують короткий але інформативний урок історії, присвячений середньорозмірному седану Ford.                                          | 12 квітня 2019     |

## Формат
Спочатку передбачалося створення телевізійних випусків за допомогою виїзних зйомок, без наступного студійного запису, як було в Top Gear, де матеріал спочатку знімали, а потім робили студійний запис на який запрошували глядачів. Однак після того, як стала відома офіційна назва шоу, від цієї концепції було вирішено відмовитися. З'явилася інформація, що студійні записи будуть, але студія буде пересувною.